# Gonatostylis
Gonatostylis är ett släkte av orkidéer. Gonatostylis ingår i familjen orkidéer.
Kladogram enligt Catalogue of Life:
| Gonatostylis | \| \| Gonatostylis bougainvillei \| \| \| \| \| \| Gonatostylis vieillardii \| \| \| \| |
|              | \| \| Gonatostylis bougainvillei \| \| \| \| \| \| Gonatostylis vieillardii \| \| \| \| |
|              | Gonatostylis bougainvillei                                                              |
|              |                                                                                         |
|              | Gonatostylis vieillardii                                                                |
|              |                                                                                         |